# ドッグファイト 〜華麗なる空中戦〜
『ドッグファイト 〜華麗なる空中戦〜』（ドッグファイト かれいなるくうちゅうせん）は、ヒストリーチャンネルで放送されている戦闘機の空中戦（ドッグファイト）をテーマとした番組である。

## 内容・構成
戦闘機誕生間もない第一次世界大戦から近未来の戦争までのドッグファイトをCG映像を駆使し紹介する。例外として「第二次世界大戦時の秘密兵器」で、人間魚雷回天が取り上げられたことがある。
番組の構成は冒頭に取り上げる戦闘を紹介し、次に軍事アナリストや当時の戦闘に参加したパイロット、軍人が戦闘の様子や各戦闘機の特徴、時代背景などを語る。その後、CG映像でドッグファイトの様子を再現し、その合間にもコメントが入り、難しい用語にはCGによる解説付き映像が流れるという流れである。

## 舞台となる戦場と登場した主な戦闘機
- 第一次世界大戦
飛行機の発明から戦場への投入、機銃搭載により空中戦へ至る歴史を振り返る
- 第二次世界大戦
  - 零式艦上戦闘機
  - 二式飛行艇
- 朝鮮戦争
ジェット機同士の初の空中戦が展開される。圧倒的な東側航空兵力に対抗するアメリカ軍を描く
  - Mig-15
  - F-86
- 中東戦争
イスラエル軍の視点から見た空中戦
- ベトナム戦争
ミサイル至上主義の挫折と信頼性不足に悩むアメリカ軍の苦闘
  - Mig-15
  - Mig-17
  - Mig-19
  - Mig-21
  - F-100
  - F-4
- 湾岸戦争
近代兵器でイラクを圧倒するアメリカ軍を描く
  - F-14
  - F-15
  - A-10
- コソボ紛争
早期警戒管制機による戦闘指揮と、レーダーとミサイルによる遠距離間での空中戦
  - F-15
  - F-117
  - Mig-29
- 近未来戦争
最新技術を駆使した戦闘機による近未来の空中戦を考察する。ステルス機が絶対的優位を誇る時代と、ステルスが無意味になる時代の到来。
  - F-22
  - F-35
  - ラファール
  - MiG-35
  - Su-47

## 各回一覧
複数の時代・戦役を横断的に扱った回も幾つか存在する。

### シーズン1（日本語版のみSD画質、16:9）
- 第1回「奇襲」
- 第2回「ミグアレイ」
- 第3回「ガダルカナル」
- 第4回「フライング・タイガース」
- 第5回「最後のガンファイター」
- 第6回「ゼロ戦キラー」
- 第7回「日本海軍の終焉」
- 第8回「地獄のハノイ」
- 第9回「ビスマルクを追え」
- 第10回「中東での空中戦」
- 第11回「絶体絶命」

### シーズン2（HD画質、16:9）
- 第12回「ジェット機 対 ジェット機」
- 第13回「サンダーボルト」
- 第14回「砂漠のエース」
- 第15回「ベトナムの銃撃戦」
- 第16回「最初の空中戦士達」
- 第17回「低空での空中戦」
- 第18回「夜間戦闘機」
- 第19回「ベトナム空中戦の最悪の日」
- 第20回「P-51 ムスタング」
- 第21回「砂漠の空中戦」
- 第22回「神風」
- 第23回「ドイツの神風攻撃隊」
- 第24回「超音速の空中戦」
- 第25回「秘密兵器」
- 第26回「ドイツ空軍の最期」
- 第27回「空母ミッドウェイのミグキラーズ」
- 第28回「タスキーギー航空兵」

### 番外編（HD画質、16:9）
- 「ドッグファイト～未来の空中戦～」
  - 前編・後編の2回で構成。

## 本作品の問題点
元アメリカ人パイロットの証言を基にしているため、アメリカ側が負ける空中戦はあまり取り上げられない。これはアメリカ側が負けているとパイロットも死亡している場合が多く証言が得られないためである。他、下記の問題も今のところ解決されていない。
- シーズン1（第1回～第11回）作品の縦横画面アスペクト比はシーズン2以降同様16:9だが、日本語吹替版製作にあたり、当時の日本国内においてまだまだハイビジョン画質TVの普及が進んでいなかった事情を鑑み、HD画質の米国オリジナル版をわざわざSD画質に落としている。こういった製作時の事情はその後も改善されていない為、現在になってハイビジョン放送局からの視聴であっても最初から画面左右両端に黒余白が強制挿入（レターボックス）表示される。
  - 更に視聴チューナー機器とTV機器が分離されている（映像端子で接続している）構成で視聴の場合、視聴チューナー側の画像出力が（画面アスペクト比4:3自動強制変換されている）S端子やビデオ端子であると画面上下両端にも黒余白が挿入（ピラーボックス化）される事で、黒く太い額縁に囲まれた小さな画面（「額縁放送」、あるいは「超額縁」と揶揄呼称される状態）での視聴となる。

シーズン2日本語版と同じ仕様でシーズン1日本語版を再製作するか、もしくは視聴者側が映像クロップ処理機能を持つ映像編集ソフト（例：株式会社ペガシスの「TMPGEnc Video Mastering Works」）などを用いて独力でシーズン1日本語版より黒余白を取り除く（但し、画質はSD画質のまま）などしない限り、状況は改善しない。

## 製作者
- 日本語版製作：東北新社